# Salpêtrière
Une salpêtrière désigne un lieu ancien destiné soit à l'exploitation et l'extraction, soit à la production ou au rassemblement des collectes, soit à la conservation ou au stockage, du salpêtre ou de nitre, matière comburante utilisée notamment pour la fabrication de la poudre noire 
ou des diverses poudres à canon depuis la fin du Moyen Âge et à l'époque moderne.
Ces établissements parfois nommés nitrière, poudrières, poudreries, arsenal à poudres... étaient gérés par des ouvriers ou gardiens nommés de manière générique salpêtriers.

## Histoire de salpêtrières préservées par différents toponymes
La salpêtrière de Paris désigne d'abord l'ancien arsenal militaire du roi de France, Louis XIII. Elle permettait notamment de stocker la poudre noire nécessaire aux mousquets des mousquetaires et aux divers canons de l'artillerie française. En 1656, par décision de Louis XIV, une partie de l'emplacement délaissé par les corps militaires a été transformé en hôpital des pauvres. En conséquence, la salpêtrière a laissé son nom à un vaste quartier et en particulier jusqu'à aujourd'hui à :
- l'hôpital de la Salpêtrière ;
- la prison de la Salpêtrière ;
- l'École de la Salpêtrière.

Dans le département du Gard, le toponyme de la grotte de la Salpêtrière rappelle cette fonction ancienne.
Les anciens quartiers militaires de l'époque moderne conservent souvent la trace de ces anciens établissements ou arsenaux de stockage de poudre, ainsi la rue de la Salpêtrière à Nancy en Lorraine.

## Salpêtrière ou nitrière artificielle
Les progrès de la chimie moderne ont permis de transformer différents corps nitratés en salpêtre ou nitrate de potassium.  
Le chimiste Bernard Courtois, qui avait repris et exploitait une salpêtrière artificielle, créée par son père, découvrit l'élément chimique iode en tentant de comprendre les dégradations secondaires de ses installations de chauffe destinées au nitrate de soude, c'est-à-dire le nitrate de sodium ou nitronatrite.